# 羅欽忠
羅欽忠（1476年—1529年），字允恕，初號敬軒，號西野，江西泰和人，明朝政治人物，進士出身。

## 生平
年二十以《書經》中式弘治八年（1495年）乙卯科江西鄉試第三十五名舉人，與仲兄同榜。弘治十二年（1499年）會試第八名，殿試二甲第三名，賜進士山身。十三年授刑部福建司主事。省親歸，十五年冬改授禮部精膳司，正德元年（1506年）陞主客司署員外郎。二年二月升通政司右參議，三年七月升左參議，十二月升右通政，五年九月轉左通政，八年九月升南京太僕寺卿，九年五月升通政使，十年四月被劾营家旷职，改用别职，遂称病求退。
嘉靖元年（1522年）三月復除通政使，添注管事，会丁父憂。六年春奉旨入朝任职，七年（1528年）六月，陞都察院左副都御史、總督南京糧儲，視事僅浹旬，九月復以通政使召入。嘉靖八年（1529年）三月因屢次以病乞休，世宗責怪其欺瞞怠慢，令冠帶閒住，永不敘用。同年八月卒，享年五十四。

## 家族
曾祖羅存謙。祖羅鐸，黟縣訓導。父羅用俊，國子監助教，封翰林院编修。母曾氏，贈孺人。严侍下。兄羅欽順，翰林院编修；羅欽德，同科進士，有「三鳳」之譽。
侄羅珵，榜眼。